# 由紀さおり 笑顔のなかで
『由紀さおり 笑顔のなかで』（ゆきさおり えがおのなかで）は、2012年4月8日から2014年9月28日までTBSラジオで放送された、歌手の由紀さおりがパーソナリティを務める音楽とトークの番組である。

## 概要
由紀さおりがメインパーソナリティを務めるラジオ番組。初回は一人の出演で、その後も一人で番組を進行することが多いが、時にはゲストを迎え、いずれの場合もトークと音楽による構成となっている。
洋菓子の「ありあけのハーバー」（製造販売元は株式会社ありあけ）がスポンサーとなっており、番組コールなどは「ありあけハーバー prestnts 由紀さおり 笑顔のなかで」としている。